# Dơi chân đệm thịt
Dơi chân đệm thịt hay Dơi chân nệm thịt (danh pháp: Tylonycteris pachypus) là một loài dơi trong họ dơi muỗi Vespertilionidae, hiện được cho là đang nắm giữ kỷ lục về loài thú có kích thước nhỏ nhất tại Việt Nam.

## Đặc điểm sinh học
Nó được tìm thấy ở Bangladesh, Trung Quốc, Ấn Độ, Indonesia, Malaysia, Myanmar và Philippines. Loài dơi này là một trong những động vật có vú nhỏ nhất trên trái đất, dài khoảng 40 mm (1,6 in) và sải cánh dài 150 mm (5,9 in). Nó nặng khoảng 1,5 gam (23 grain).
Loài này sống trong lỗ rỗng của măng và con dơi non (có lẽ là một con) được dơi mẹ nuôi dưỡng. Lỗ vào cây măng náy quá nhỏ và các loài săn mồi như rắn không thể chui vào được.

### Mô tả
Dơi chân đệm thịt có chiều dài cẳng tay đo được 24-28 mm, dài đuôi 27–29 mm, cân nặng khoảng 2 g

### Sinh thái
Dơi chân đệm thịt được tìm thấy ở các vùng rừng cận nhiệt đới ẩm, thấp (500 mét đến 1.262 mét so với mực nước biển), các đồng cỏ.
Nhờ kích thước nhỏ, sọ siêu dẹp, dơi chân đệm thịt có thể len lỏi vào các khe (do mọt hoặc do các loài bọ cánh cứng tạo ra) của ống lồ ô, tre, nứa trong rừng để tìm bắt các loài côn trùng nhỏ như muỗi, mối. Nhờ đệm thịt chai cứng trên ngón cái và bàn chân nên loài dơi này có thể không sợ các cạnh tre sắc nhọn cứa chảy máu. Một đêm săn mồi, một con dơi chân đệm thịt bắt và tiêu thụ một lượng côn trùng bằng khoảng 3/4 trọng lượng cơ thể.

## Phân loài
Dơi chân đệm thịt Tylonycteris pachypus hiện có 5 loài phụ
1. Tylonycteris pachypus aurex (Thomas, 1915)
2. Tylonycteris pachypus bhaktii (Oei, 1960)
3. Tylonycteris pachypus fulvidus (Blyth, 1859)
4. Tylonycteris pachypus meyeri (Peters, 1872)
5. Tylonycteris pachypus pachypus (Temminck, 1840)

## Phân bố
- Thế giới:
  - Nam Á: Karnataka, quần đảo Andaman (thuộc Ấn Độ và Myanmar), Kerala, Manipur, Meghalaya, Mizoram, Sikkim, Tripura và Tây Bengal; Bangladesh (Chittagong và Sylhet)[2]
  - Nam Trung Quốc: Vân Nam, Tứ Xuyên, Quý Châu, Quảng Tây, Quảng Đông và Hong Kong[2]
  - Đông Nam Á: Myanmar, Thái Lan, Lào, Việt Nam, Campuchia, bán đảo Malaysia và Singapore, Indonesia (Sumatra, Java, Bali, Lombok, Seram); Borneo (Brunei, Indonesia và Malaysia); Philippines (Calauit, Culion, Luzon và Palawan)[2]
- Việt Nam: Lai Châu (Mường Mô), Lào Cai (Bảo Hà)[3], Kon Tum (Đắc Lây), Nghệ An, Lâm Đồng, Ninh Thuận, Bình Thuận, Đồng Nai[1]

## Hình ảnh

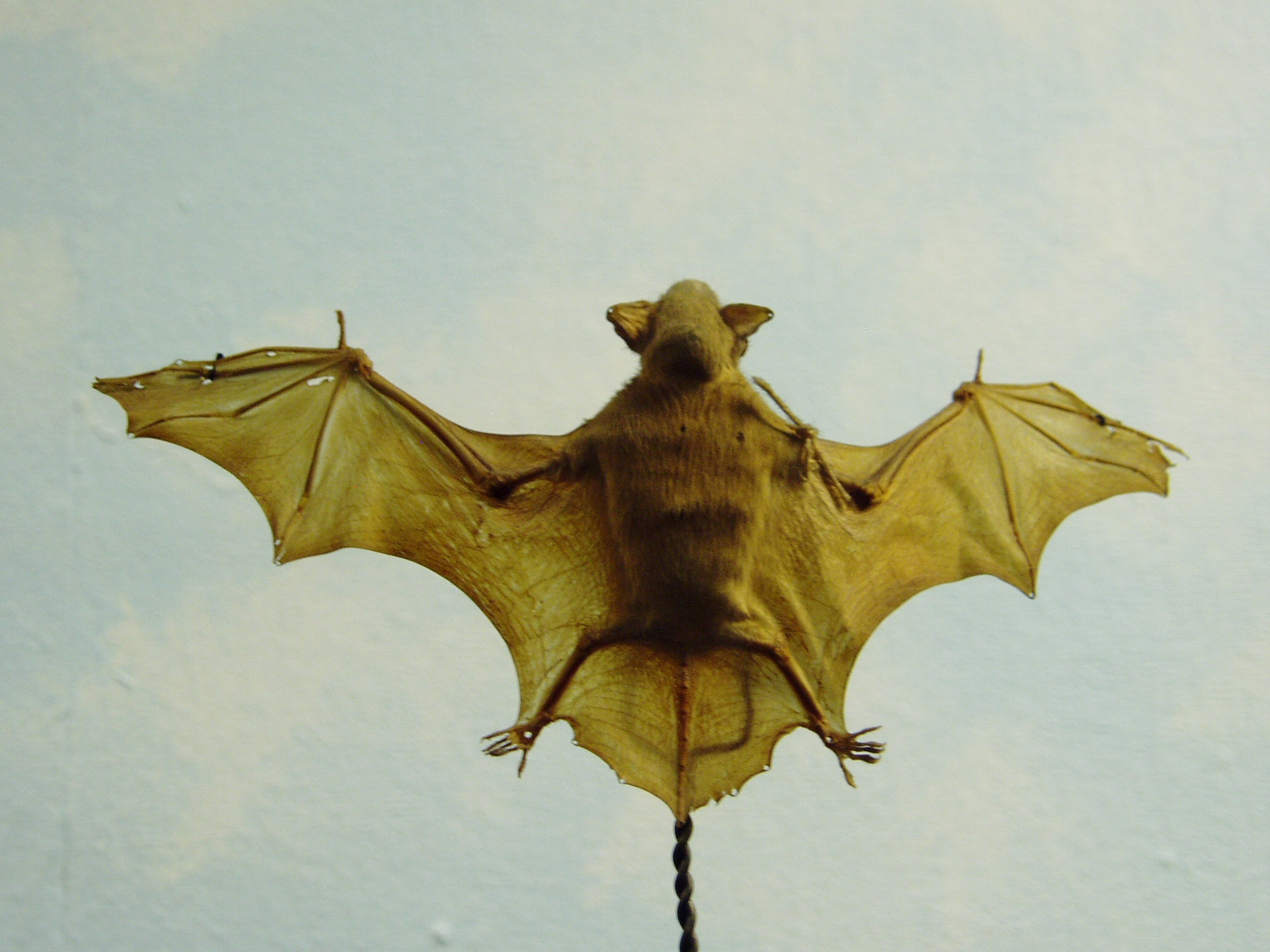